# Stormbergen
Stormbergen är en bergskedja i Sydafrika, i Östra Kapprovinsen. Det var nordväst om bergskedjan som slaget vid Stormberg utspelades under det andra boerkriget och en till numerären överlägsen brittisk styrka blev besegrad av boerna.